# Glenview Hills
Glenview Hills város az USA Kentucky államában, Jefferson megyében. Lakosainak száma 377 fő (2020. április 1.).

## Népesség
A település népességének változása:
| Lakosok száma | 337  | 319  | 377  |
|               | 2000 | 2010 | 2020 |